# Kathedraal van Genève
De kathedraal van Genève (Frans: Cathédrale Saint-Pierre of Sint-Pieterskathedraal) is de (voormalige) kathedraal van de (vroegere) bisschop van Genève.  Thans is het de gereformeerde hoofdkerk van de stad.    
De bouw van deze Gotische kathedraal werd aangevat in 1160, maar al in de vierde eeuw was er op deze plaats sprake van een bisschopskerk. In 1535 ging Genève over op de Reformatie.  De kathedraal, die de kerk van Calvijn was, werd het voornaamste protestantse kerkgebouw in Zwitserland.  Het doet ook dienst als burgerlijke tempel bij de eedaflegging van de kantonregering, de Geneefse Conseil d'État.
In 1629 werd in de kapel het gebalsemde lichaam van Emilia van Nassau bijgezet. In 1947 werd haar oudste dochter Maria Belgica von Croll bijgezet.